# Liste des planètes mineures non numérotées découvertes en juin 2005
Pour un article plus général, voir Liste des planètes mineures non numérotées découvertes en 2005.
Pour un article plus général, voir Liste des planètes mineures.
Cet article dresse la liste des planètes mineures (astéroïdes, centaures, objets transneptuniens et assimilés) non numérotées découvertes en juin 2005 dans l'ordre de leur découverte.
Au 15 janvier 2025, 661 077 des 1 434 993 planètes mineures répertoriées par le Centre des planètes mineures ne sont pas encore numérotées, soit 46,07 %.

## Rappel concernant la désignation provisoire
La désignation provisoire indique l'ordre de découverte de ces objets. En effet, cette désignation est composée de l'année de découverte (par exemple 2005) suivie de la quinzaine (demi-mois) de découverte (p.e. A = 1-15 janvier) puis de l'ordre de découverte dans cette quinzaine. Cet ordre est indiqué par une lettre et éventuellement un chiffre comme suit : A pour la première découverte, B pour la deuxième, ..., Z pour la 25e (le I n'est pas utilisé pour éviter la confusion avec 1), A1 pour la 26e, B1 pour la 27e, etc. , Z1 pour la 50e, A2 pour la 51e, B2 pour la 52e, etc. L'ordre de la numérotation ne suit donc pas l'ordre alphanumérique. 2005 AA1 suit ainsi 2005 AZ et précède 2005 AB1.

## Liste

### Du1erau 15 juin
- 2005 LC
- 2005 LD
- 2005 LM3
- 2005 LO3
- 2005 LQ3
- 2005 LU3
- 2005 LV3
- 2005 LV7
- 2005 LM9
- 2005 LV9
- 2005 LS10
- 2005 LX14
- 2005 LB15
- 2005 LR15
- 2005 LK17
- 2005 LD19
- 2005 LW19
- 2005 LV20
- 2005 LF23
- 2005 LL25
- 2005 LO26
- 2005 LT27
- 2005 LU29
- 2005 LV30
- 2005 LC31
- 2005 LM31
- 2005 LA32
- 2005 LA34
- 2005 LS36
- 2005 LX36
- 2005 LA37
- 2005 LE37
- 2005 LH37
- 2005 LW37
- 2005 LQ40
- 2005 LR40
- 2005 LS40
- 2005 LZ42
- 2005 LH44
- 2005 LK45
- 2005 LP46
- 2005 LP47
- 2005 LW48
- 2005 LA52
- 2005 LA54
- 2005 LB54
- 2005 LC54
- 2005 LJ54
- 2005 LW54
- 2005 LP55
- 2005 LU55
- 2005 LX55
- 2005 LA56
- 2005 LC56
- 2005 LD56
- 2005 LJ56
- 2005 LM56
- 2005 LT56
- 2005 LY56
- 2005 LE57
- 2005 LH57
- 2005 LJ57
- 2005 LS57
- 2005 LX57
- 2005 LY57
- 2005 LZ57
- 2005 LE58
- 2005 LK58
- 2005 LL58
- 2005 LV58
- 2005 LW58
- 2005 LY58
- 2005 LE59
- 2005 LF59
- 2005 LG59
- 2005 LH59
- 2005 LK59
- 2005 LM59
- 2005 LN59
- 2005 LP59
- 2005 LS59
- 2005 LT59
- 2005 LW59
- 2005 LX59
- 2005 LY59
- 2005 LA60
- 2005 LD60
- 2005 LF60
- 2005 LG60
- 2005 LH60
- 2005 LK60
- 2005 LL60
- 2005 LM60
- 2005 LO60
- 2005 LP60
- 2005 LQ60
- 2005 LR60
- 2005 LS60
- 2005 LT60
- 2005 LU60
- 2005 LV60
- 2005 LW60
- 2005 LX60
- 2005 LY60
- 2005 LZ60
- 2005 LA61
- 2005 LB61
- 2005 LC61
- 2005 LD61
- 2005 LG61

### Du 16 au 30 juin
- 2005 MA
- 2005 MM
- 2005 MR1
- 2005 MW1
- 2005 MZ1
- 2005 MC2
- 2005 MO4
- 2005 MC5
- 2005 ME5
- 2005 MF5
- 2005 MG5
- 2005 MR5
- 2005 MB9
- 2005 MV9
- 2005 MW9
- 2005 MH13
- 2005 ML13
- 2005 MN13
- 2005 MP13
- 2005 MF18
- 2005 MN20
- 2005 MO20
- 2005 ME23
- 2005 MA25
- 2005 MY25
- 2005 MC31
- 2005 MU33
- 2005 MV33
- 2005 MH35
- 2005 MC38
- 2005 MK40
- 2005 ML42
- 2005 MQ44
- 2005 MF48
- 2005 MR48
- 2005 MV48
- 2005 ME51
- 2005 ML51
- 2005 MN51
- 2005 MY51
- 2005 MT53
- 2005 MZ53
- 2005 MV54
- 2005 MU55
- 2005 MB56
- 2005 MC56
- 2005 MD56
- 2005 ME56
- 2005 MF56
- 2005 MJ56
- 2005 MK56
- 2005 MO56
- 2005 MQ56
- 2005 MS56
- 2005 MV56
- 2005 MX56
- 2005 MA57
- 2005 MB57
- 2005 MC57
- 2005 ME57
- 2005 MF57
- 2005 MG57